# Руа, Жиль де

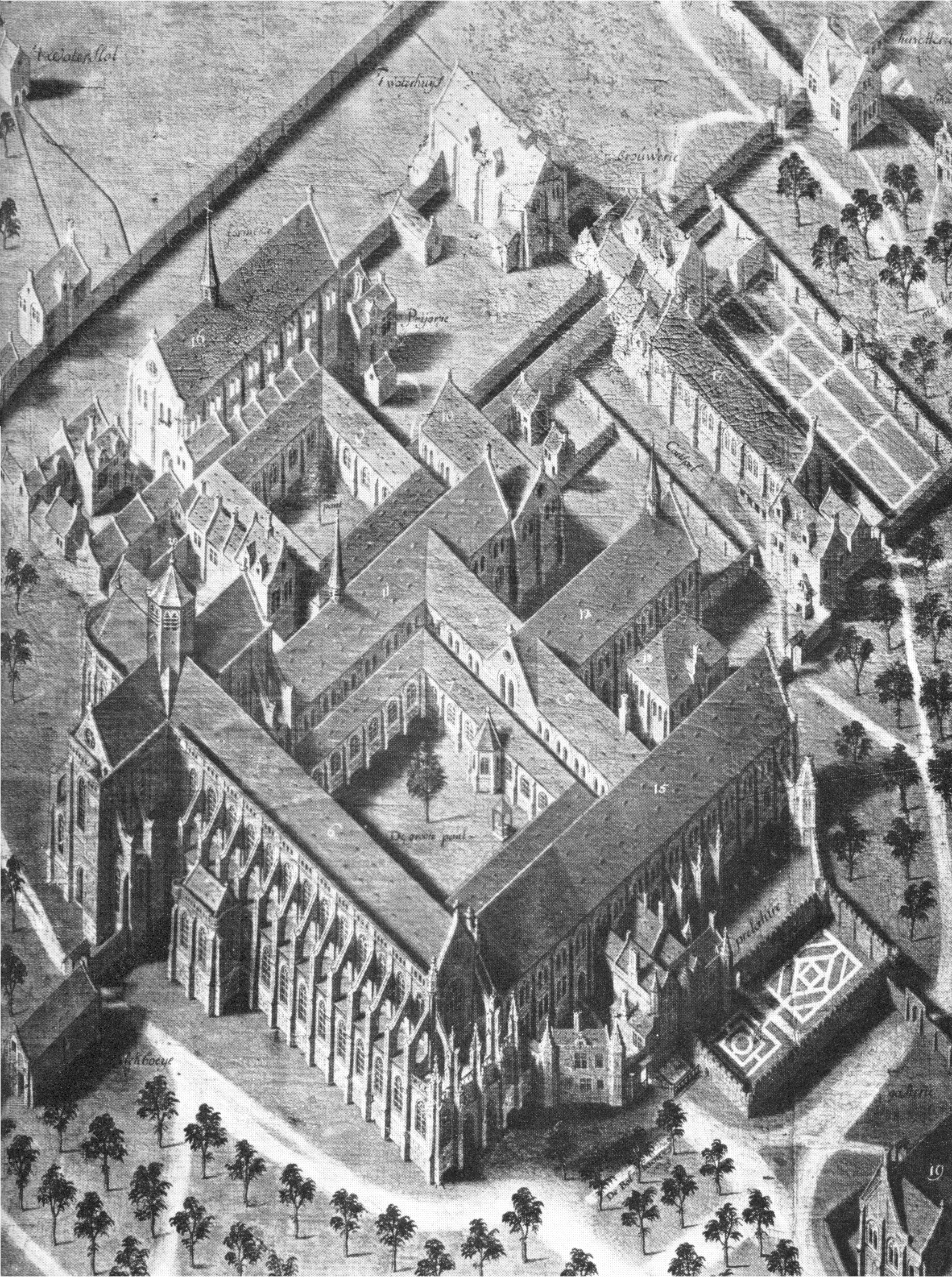
Аббатство Богоматери-на-Дюнах в Коксейде. Рис. Петера Пурбуса, 1580 г.

Жиль де Руа, или де Рой, также Эгидиус де Руайя или Эгидий Дюнский (фр. Gilles de Roye, лат. Egidius de Roya, Aegidius de Roya, Aegidius Dunensis; около 1415 — 1478) — фламандский хронист и богослов, монах цистерцианского ордена, автор «Хроники дюн» (лат. Chronicon Dunense), или «Анналов Бельгики» (лат. Annales Belgici).

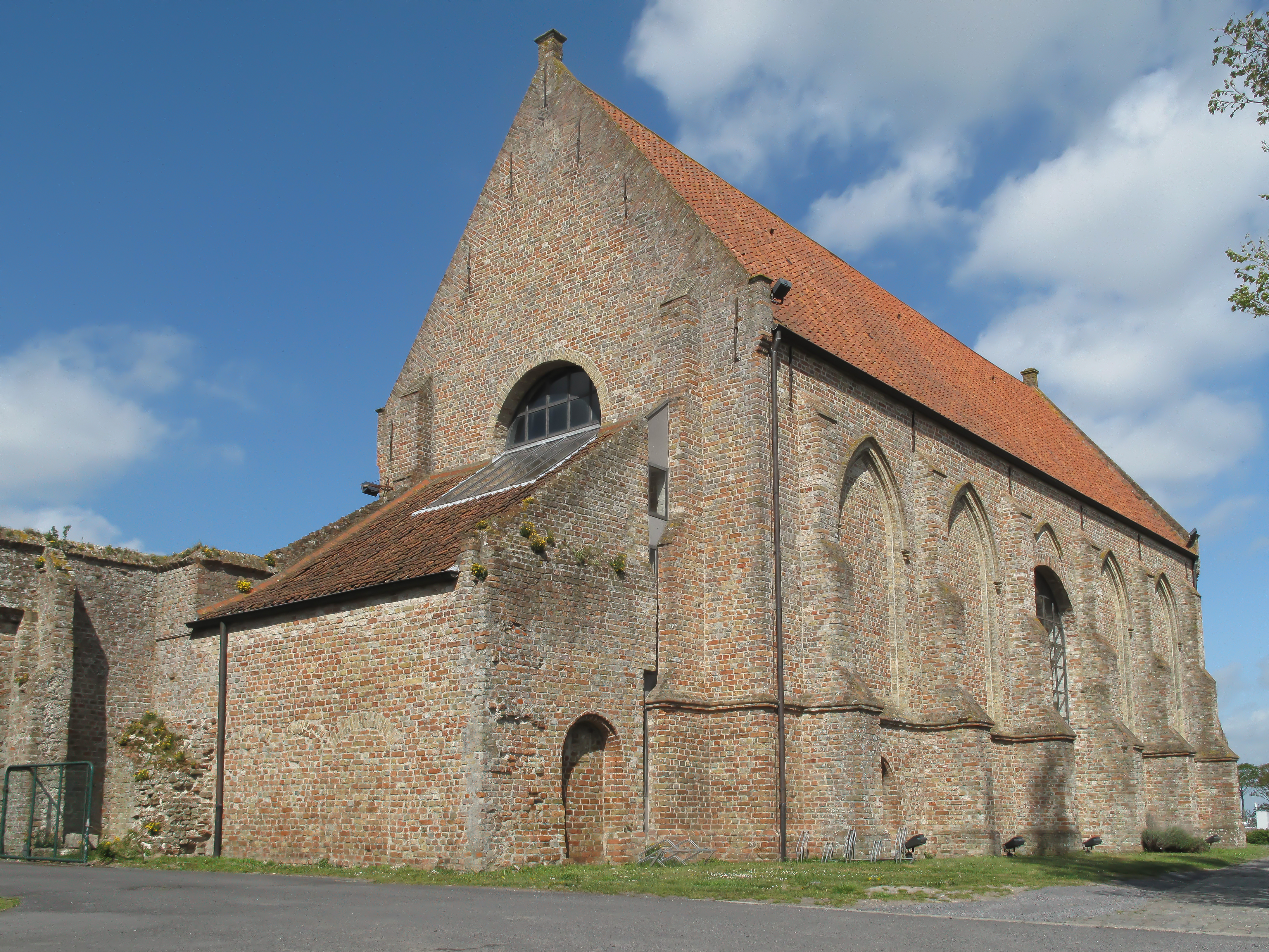
Церковный амбар аббатства Богоматери-на-Дюнах в Коксейде, XII в.

## Биография
Родился в начале XV века, возможно, около 1415 года, в Мондидье (совр. регион О-де-Франс, департамент Сомма). Род его предположительно происходил из Руа в Пикардии.
В молодости вступил в монашеский орден цистерцианцев в общине Сито близ Дижона. В 1449 году окончил в Париже Колледж Бернардинцев, став магистром богословия, а затем учился там в университете, получив степень доктора теологии. В течение 19 лет преподавал последнюю в колледжах ордена, с 1453 года исполняя также обязанности аббата монастыря Ройомон в Аньер-сюр-Уаз в Пикардии (совр. департамент Валь-д’Уаз, Иль-де-Франс).
Уйдя около 1458 года в отставку, осел в цистерцианском монастыре Нотр-Дам-де-Дюн (Богоматери-на-Дюнах) в Коксейде (совр. округ Вёрне), посвятив своё время духовным практикам и литературным трудам.
Умер в 1478 году в цистерцианском аббатстве Спармайль, недалеко от Брюгге.

## Сочинения
Автор «Хроники дюн» (лат. Chronicon Dunense), или «Анналов Бельгики» (лат. Annales Belgici), в основной своей части представляющей собой продолжение  «Сокращения всемирной истории» (лат. Compendium historiae universalis), или «Беглой хроники» (лат. Chronodromon) монаха Жана Брандона (фр. Jean Brandon, ум. 1428), доведённой до 1414 года, а позже дополненной Бартелеми Бека (лат. Barthelemy Beka).
В своём компилятивном латинском сочинении, составленном около 1478 года по просьбе аббата Яна Краббе и посвящённом настоятелю Сито Гумберту-Мартину де Лону, де Руа изложил события истории Фландрии, а также герцогства Бургундского, Германии, Италии и Англии с 792 по 1463 год, уделяя преимущественное внимание политическим и церковным делам. Если в описании событий Столетней войны он в основном следует своему предшественнику, то повествование его о временах Филиппа Доброго и Карла Смелого, в частности, о войне Лиги общественного блага с Людовиком XI (1465) и Бургундских войнах (1474—1477), более оригинально. Является предметом давних дискуссий, знаком ли был де Руа с автором «Деяний Карла VII и Людовика XI» епископом Лизьё Тома Базеном, активным участником Лиги, жившим в 1466—1471 годах в бургундских городах и монастырях
После смерти де Руа его хроника была продолжена до 1488 года приором аббатства Богоматери-на-Дюнах Адриеном де Бутом.
Хроника Жиля де Руа сохранилась в девяти манускриптах из собраний Национальной библиотеки Франции (MS 922, 4 H.L.) и Библиотеки Арсенала (MS 922, иллюминирован) в Париже, Большой семинарии в Брюгге (MS 141/108), Музея Меерманна в Гааге (MS 10.A.21, иллюминирован), межвузовской библиотеки Монпелье (MS H 375, иллюминирован), муниципальной библиотеки Сент-Омера (MS 778) и др. Впервые она была издана в 1620 году во Франкфурте фламандским историком и антикварием Питером Франциском Свертом в третьем томе сборника анналов Бельгии (лат. Rerum Belgicarum annales). В 1870 году в Брюсселе вышло комментированное научное издание, подготовленное известным историком и политиком Ж. Б. М. К. Кервином де Леттенхове.

## Издания
- Rerum Belgicarum annales chronici et historici de bellis, vrbibus, situ, & moribus gentis. — Vol. III. Aegidius a Roya. — Frankofvrti: Danielis ac Dauidis Aubriorum & Clementis Schleichij, 1620.
- Chroniques relatives à l'histoire de la Belgique sous la domination des ducs de Bourgogne. Chroniques des religieux des Dunes. Jean Brandon. Gilles de Roye. Adrien de But, publiées par M. le baron Kervyn de Lettenhove. — Bruxelles: Hayez, 1870. — v, xviii, 770 p. — (Collection de chroniques belges inédites).